# توتل (اکلاهما)
توتل(به انگلیسی: Tuttle) شهری در ایالت اکلاهما کشور ایالات متحده آمریکا است که جمعیت آن در سرشماری سال ۲۰۱۰ میلادی، ۶٬۰۱۹ نفر بوده است.

## تاریخچه
توتل که در شرق مسیر چیشولم قرار دارد، به عنوان یک جامعه کشاورزی و دامداری توسعه یافت. این شهر در سال ۱۹۰۱ آبکاری شد و زمین از خانواده کولبر زمین چیکاساو خریداری شد. نام این شهر برگرفته از مزرعه‌دار محلی جیمز اچ. تاتل است که ازدواج کرده و پدر فروشنده خودرو و سیاستمدار هلمز تاتل است.
در زمان تأسیس، تاتل در شهرستان پیکنز، کشور چیکاساو قرار داشت.
حق تقدم راه‌آهن سنت لوئیس و سانفرانسیسکو از بخش قبیله ای فرانسیس شروک، یک چوکتاو، بدست آمد. Schrock Park به افتخار او نامگذاری شده است. اداره پست تاتل در سال ۱۹۰۲ تأسیس شد و شهر در سال ۱۹۰۶ تأسیس شد.